# Paralelepiped
Paralelepipéd (tudi nepravilni heksaeder) je prizma, ki ima za osnovno ploskev paralelogram. Vsak rob je vzporeden in skladen trem drugim, vsaka ploskev je vzporedna in skladna nasprotni ploskvi. 
Njegov volumen lahko izračunamo kot absolutno vrednost mešanega produkta vektorjev, ki jih določajo njegovi poljubni trije paroma nevzporedni robovi.